# 네트워크 현장! 고향이 보인다
《네트워크 현장! 고향이 보인다》는 SBS에서 매주 목요일, 금요일 오후 5시 50분에 방송되는 시사교양 프로그램이다.

## 개괄 및 요약
《네트워크 현장! 고향이 보인다》는 1999년부터 유사한 구성으로 방영되었던 동명의 프로그램을 계승해 편성되었다.

## 방송 시간
| 방송 채널 | 방송 기간                           | 방송 시간                                       |
| --------- | ----------------------------------- | ----------------------------------------------- |
| SBS TV    | 1999년 10월 18일 ~ 2001년 4월 27일  | 매주 평일 오후 4시 30분 ~ 5시                   |
| SBS TV    | 2001년 4월 30일 ~ 2003년 5월 9일    | 매주 평일 오후 4시 35분 ~ 5시                   |
| SBS TV    | 2003년 5월 12일 ~ 2003년 10월 31일  | 매주 평일 오후 4시 5분 ~ 4시 30분               |
| SBS TV    | 2003년 11월 3일 ~ 2005년 11월 30일  | 매주 월요일 ~ 목요일 오전 11시 35분 ~ 12시 25분 |
| SBS TV    | 2005년 12월 7일 ~ 2006년 3월 15일   | 매주 수요일 오후 2시 10분 ~ 3시                 |
| SBS TV    | 2006년 3월 24일 ~ 2007년 4월 13일   | 매주 목요일 ~ 금요일 오후 2시 10분 ~ 3시        |
| SBS TV    | 2007년 5월 3일 ~ 2008년 5월 1일     | 매주 목요일 오후 2시 10분 ~ 3시                 |
| SBS TV    | 2008년 6월 2일 ~ 2009년 4월 14일    | 매주 월요일 ~ 화요일 오후 3시 ~ 4시             |
| SBS TV    | 2009년 4월 27일 ~ 2009년 9월 29일   | 매주 월요일 ~ 화요일 낮 1시 ~ 2시               |
| SBS TV    | 2009년 10월 5일 ~ 2014년 10월 21일  | 매주 월요일 ~ 화요일 오후 2시 10분 ~ 3시 10분   |
| SBS TV    | 2014년 10월 27일 ~ 2015년 11월 17일 | 매주 월요일 ~ 화요일 오후 2시 ~ 3시             |
| SBS TV    | 2015년 11월 25일 ~ 2016년 4월 22일  | 매주 수요일 ~ 금요일 오후 4시 ~ 4시 30분        |
| SBS TV    | 2016년 4월 27일 ~ 2016년 12월 30일  | 매주 수요일 ~ 금요일 오후 4시 30분 ~ 5시 30분   |
| SBS TV    | 2017년 1월 4일 ~ 2017년 2월 3일     | 매주 수요일 ~ 금요일 오전 11시 30분 ~ 12시      |
| SBS TV    | 2017년 2월 9일 ~ 2025년 5월 1일     | 매주 목요일 ~ 금요일 오전 11시 30분 ~ 12시      |
| SBS TV    | 2025년 5월 8일 ~ 현재               | 매주 목요일 ~ 금요일 오후 5시 50분 ~ 6시 20분   |

## 기획

### 공동 제작 참여 지역 민방 네트워크
- KNN (박경익, 이해리 아나운서 진행)
- TBC (신상윤, 장진영 아나운서 진행)
- TJB (박세종, 유지수 아나운서 진행)
- ubc (이승재, 최지은 아나운서 진행)
- JTV (유진수, 도승민 아나운서 진행)
- CJB (정승조, 최지현 아나운서 진행)
- G1방송 (김민곤, 강민주 아나운서 진행)
- JIBS (장성규 아나운서, 이소연 기상캐스터 진행)
- kbc (김도엽 MC, 김은민 아나운서 진행)

## 결방

### 2024년
- 12월 12일 : 윤석열 대통령 계엄령 SBS뉴스특보로 인한 결방
- 12월 13일 : 윤석열 대통령 계엄령 SBS뉴스특보로 인한 결방

## 같이 보기
- 모닝와이드
- 생방송 전국시대
- 굿모닝 대한민국 라이브
- 2TV 생생정보

## 경쟁 지역 네트워크 고향 정보 프로그램
- 해피실버 고향은 지금 (종영) (MBC TV)
- 그린실버 고향이 좋다 (종영) (MBC TV)
- 6시 내고향 (KBS 1TV)